# Persatuan Sepakbola Indonesia Jayapura
El Persatuan Sepakbola Indonesia Jayapura, més conegut com a Persipura Jayapura, és un club de futbol indonesi de la ciutat de Jayapura, Irian Jaya.

## Palmarès
- Lliga indonèsia de futbol: 
  - 2005, 2008-09
- Lliga amateur indonèsia de futbol: 
  - 1976